# 西野カナ
西野 カナ（にしの カナ、1989年〈平成元年〉3月18日 - ）は、日本の女性シンガーソングライター。三重県松阪市出身。所属芸能事務所はソニー・ミュージックアーティスツ。所属レコード会社はソニー・ミュージックレーベルズで、所属レーベルはSME Records。公式ファンクラブは「西野家」。愛称は「カナやん」。

## 来歴

### デビュー前
三重高等学校卒業、名古屋市内の大学文学部卒業。話し言葉は伊勢弁（松阪弁）で、テレビ・ラジオ番組に出演する際にも松阪弁を交える。
幼い頃から海外生活に興味を持ち、小学校5年生のときにグアムへ、高校1年生のときにはロサンゼルスにホームステイし、ロサンゼンスから帰国後、母の知人に師事して民謡を習い始めた。
2005年、16歳の時に角川映画とソニー・ミュージックアーティスツが共同開催したオーディション「スーパー・ヒロイン・オーディション ミス・フェニックス」に母親が応募。女優オーディションだったにもかかわらず応募総数4万人の中からその歌声が見出される。
2006年にSME Recordsと契約を結び、高校3年間は準備期間として、津軽民謡を習うなどしてボイストレーニングを行い、いつも母親と一緒に協力して練習に励んだ。2007年はデビューへの準備を進める一方で英文学を学ぶため大学に進学。

### デビュー後
2008年2月20日にシングル『I』でメジャー・デビュー。CD発売に先駆けてダウンロード版が日米で同時配信された。また前年の2007年12月にはデビューシングルのクリスマス版「*I*〜Merry Christmas ver.〜」も先行ダウンロード販売された。9月、デビュー約半年にしてシンディ・ローパーのジャパンツアーに参加、全4会場でオープニングアクトを務めた。12月、三重県知事の野呂昭彦との対談によって、史上最年少で「みえの国観光大使」に任命された。
2009年6月24日に初のオリジナル・アルバム『LOVE one.』を発売。同アルバムからは「君に会いたくなるから」がヒットし、7月10日に初出演したテレビ朝日系『ミュージックステーション』で披露された。
2010年6月23日に2枚目のオリジナル・アルバム『to LOVE』を発売し、オリコン、ビルボードの両アルバムチャートで初登場1位、オリコン年間アルバムランキング3位を獲得し、95万枚の大ヒットを記録。同アルバムからの先行シングルとして発売された『もっと…』『Dear…/MAYBE』『Best Friend』『会いたくて 会いたくて』は、全てオリコンチャートで上位10位入りを果たしている。12月31日、『第61回NHK紅白歌合戦』に初出場。
2011年2月4日にデビューからわずか3年で着うた、着うたフルやビデオクリップなど携帯電話への配信と、パソコンからのダウンロードを総合した9項目の総ダウンロード数が2500万を突破した7月29日から9月8日にかけて、初めての全国ホールツアー「Kanayan Tour 2011〜Summer〜」（16公演）を敢行し、最終日は自身初の東京・日本武道館公演で締めくくった。
2012年7月25日に18作目のシングル『GO FOR IT!!』をリリース。RIAJ有料音楽配信チャートで最後の1位獲得曲となった。9月5日、4枚目のオリジナル・アルバム『Love Place』を発売。当アルバムは、同年12月30日に開催された『第54回輝く!日本レコード大賞』にて、最優秀アルバム賞を受賞した。
2013年9月3日に自身初となるベスト・アルバム『Love Collection 〜mint〜』、『Love Collection 〜pink〜』を2枚同時発売。オリコンチャートで『Love Collection 〜mint〜』が1位、『Love Collection 〜pink〜』が2位を獲得。
2014年8月13日に発売された24作目のシングル『Darling』がiTunes、レコチョクなどの音楽配信サイトで1位を獲得し、ロングヒットを記録。
2015年9月9日に27作目のシングル『トリセツ』を発売。表題曲で第66回NHK紅白歌合戦に続き、第69回NHK紅白歌合戦に出場し二度目の歌唱となる。iTunesなどの音楽配信サイトで1位を獲得。乙女心を描いた作品で話題となった。表題曲やカップリング2曲目の「A型のうた」の独自の替え歌を作ることが流行した。11月18日にカップリングを集めたベスト・アルバム『Secret Collection 〜RED〜』、『Secret Collection 〜GREEN〜』を同時発売。
2016年7月13日に6枚目のオリジナル・アルバム『Just LOVE』を発売。オリコンチャートで平成生まれのソロアーティスト初となる2週連続アルバム1位を獲得した。同年12月30日に開催された『第58回輝く!日本レコード大賞』で、4月27日に発売された28作目のシングル「あなたの好きなところ」で自身初の大賞を受賞した。また、10月26日に発売した29作目のシングル『Dear Bride』は、同年12月5日に開催された『第49回日本有線大賞』で自身初の大賞を受賞した。
2017年3月15日に開催された「2016年度 ISUMブライダルミュージックアワード」の受賞アーティストに選ばれた。4月8日、デビュー10年目記念カレンダー『KANA NISHINO 10th ANNIVERSARY MEMORIAL CALENDAR』を発売した。さらに自身初の単独2大ドームツアー「Kana Nishino Dome Tour 2017 "Many Thanks"」を開催することが決定し、8月26日・27日に京セラドーム大阪、9月23日・24日に東京ドームの各2公演を行い、全4公演で計16万人の動員数を記録した。
2018年5月19日から7月25日まで7年ぶりの全国ホールツアー2018「LOVE it Tour」（26公演）を行い、続けて8月28日から10月10日まで全国アリーナツアー2018「LOVE it Tour 〜10th Anniversary〜」（12公演）全38公演を開催し、計20万人を動員した。11月21日に約5年ぶりのデビュー10周年を記念したベスト・アルバム『Love Collection 2 〜pink〜、Love Collection 2 〜mint〜』を2枚同時発売し、オリコンチャートで『Love Collection 2 〜pink〜』が1位、『Love Collection 2 〜mint〜』が2位を獲得し、前作のベストアルバムに続き2度目の1位、2位独占となった。同一アーティストによる2度のアルバムランキング1位、2位独占は、ソロアーティストでは初となる。12月25日、「Kana Nishino Love Collection Live 2019」のライブ・ビューイングが決定し、最終日である2月3日の公演の模様が全国47都道府県・台湾・香港の映画館へ完全生中継されることが公式ツイッターにて発表された。
2019年1月8日に活動を無期限休止する旨を自身の公式ウェブサイト、公式ファンクラブ内にて発表し、2月3日に開催された「Kana Nishino Love Collection Live 2019」の横浜アリーナ公演をもって、活動休止した。

### 活動休止期間中
2019年3月19日、前日、自身の30歳の誕生日に一般男性と結婚したことを自身の公式ウェブサイト、および、公式ファンクラブ内にて発表した。
2020年3月31日、公式ファンクラブ「西野家」の全サービスが18時をもって停止した。
2021年6月1日、これまでに発表された全181曲（シングルカップリング曲・アルバム曲・参加楽曲含む）が定額制サブスクリプション及びストリーミング配信でのサービスが一斉に解禁された。これらを記念して、サブスク全曲解禁記念のミュージックビデオフル尺やアルバムのダイジェストを含む映像を自身の公式YouTubeアカウントにおいて公開した。
2023年8月4日、第1子出産を報告した。
2024年2月14日、デビュー15周年を記念して自身初の4枚組オールタイム・ベストアルバム『ALL TIME BEST 〜Love Collection 15th Anniversary〜』と、休止前まで発表された全ミュージック・ビデオを完全収録した映像作品『MV Collection 〜ALL TIME BEST 15th Anniversary〜』を同日リリース。

### 活動再開
2024年6月25日、活動を再開することを自身のHPにおいて公表。同時に新曲「EYES ON YOU」を7月5日に先行配信されることと、同年9月18日には久々の新作CD（キャリア初のEP盤）『Love Again』がリリースされた。また、11月13日・14日には休止前と同様に行われた横浜アリーナにおいて、再開後初の単発ライブ「Love Again Live 2024」の開催も併せて発表された。

## 人物

### 音楽性とイメージ
オーディションで歌った曲は八反安未果の「SHOOTING STAR」とMINMIの「The Perfect Vision」だった。憧れのMINMIと後に共演も果たしている。小学生の時に聴いて衝撃を受けたアルバム・曲としてジェニファー・ロペスの『J.LO』、エミネムの『ザ・マーシャル・マザーズ LP』、工藤静香の『Blue Velvet』を挙げている。特にエミネムはヒップホップを聴くきっかけになった。中学生から大学1年生頃までレゲエに傾倒。アメリカ留学後は洋楽にもはまり、クリスティーナ・アギレラ、ジェニファー・ロペス、シアラなどの女性歌手をはじめ、ヒップホップ、R&B、レゲエとジャンルレスで音楽に夢中になった。
普段は日本のポップスはあまり聴かず、ジャパニーズレゲエなどのちょっとインディーズっぽいものを好む。シングルとして出される主な楽曲は、恋愛系や友情系統の楽曲が多いが、カップリングやアルバム曲には英語詞をふんだんに使ったクラブ系や、R&Bの楽曲が多い。

### 作詞
デビュー以来、ほぼ全ての楽曲の作詞を行っている。デビューするまで全く作詞経験はなく、デビュー・シングル『I』の表題曲が初の作詞作品になった。「自ら歌う以上、自分の想いを伝えたいし、そうすることで"西野カナ自身のことを知ってもらえる"」と思い、自ら詞を書くようになった。歌詞の書き溜めは一切行わない。作詞は自宅にこもって行うことが多い。詞には自身や身近な友人から聞いた経験談を反映し、熟考して何度も書き直す。それは、インスピレーションで作詞が出来ないためである。曲を聴いてから、その楽曲のカラーや人物像が見えてくると述べ、それは「カラーがあり、ムービーが出来て、そこに台詞を脚本していく」映画作りの感覚に近いという。デビュー当初は日本語をメロディに乗せることを嫌い、所々を英語にしていたが「伝える」ということを考えた結果、日本語を重視するようになった。しかし、現在も日本語で言いにくい部分は英語詞にしている。1枚目のスタジオ・アルバム『LOVE one.』のころには、自分の中で作詞の方程式が出来たと語っている。西野の歌詞の特徴として「同じ言葉の繰り返し」が上げられる。これについて西野は、音楽番組『僕らの音楽』出演時に、「例えば同じ“君って”と“君って”という言葉でも、きっとニュアンスや思いが違うので、色んな意味で捉えてもらえるかなと思っている」と説明している。二人称は「君」を用いることが多いが、本人曰く特に意識しておらず、歌詞の中の登場人物の年齢設定によっては、「あなた」なども使っている。楽曲のコンセプトや設定を考えだした後、アンケートや友人への取材を行い、多かった回答や自分の意見を交えながら歌詞に落とし込む“マーケティングリサーチ”手法を採っていることも明かしている。
音楽マーケッターのつのはず誠は、『日経エンタテインメント!』誌上において、西野の歌詞を青山テルマの歌詞と共に「今の愛しさや切なさを迫るように告白し、ケータイと密接にリンク」する内容であると述べ、「会いたくて 会いたくて」がその“西野ワールド”を決定付けたと評した。関西学院大学の鈴木謙介准教授は、そのようなケータイ文化と密接な関係を持ち、いわゆるギャルと呼ばれるような若い女性たちに支持される「内向的で依存心が強くウジウジしているけど、本当は素直になりたい。でもそれが叶わないからがんばって一人でも前向きに生きるんだ」というパターンの歌詞を「報われない恋」「待つ女」という演歌のフォーマットとの共通性から「ギャル演歌」と名付け、加藤ミリヤらとともに西野をその代表的存在として挙げた。文芸評論家の加藤典洋は、西野の歌詞をGReeeeN、FUNKY MONKEY BABYSらと並べて論じ、いずれも「歌詞が出来合いのファストフードみたい」としたうえで、「西野の場合など、歌詞の連ごとに意味がバラバラで入れ替え可能。手や目だけのパーツの人体模型のようだ」と指摘し、楽曲をパーツごとに切り売りする着うたの流行と同じく歌と歌詞の関係性が希薄化したことの表れという見方をしている。

### 作曲
2009年6月24日に発売された1stアルバム『LOVE one.』収録の6thシングル『君に会いたくなるから』の表題曲で初めて作曲に関わった。

### ファッションリーダーとしての面
歌詞が若い女性から共感を得ているだけでなく、ファッションリーダーとしての一面もあり、彼女のガーリッシュなファッションが10〜20代の女性から支持されている。2010年代には彼女がテレビやジャケット写真などで被っていたカンカン帽が、若い女性の間で流行した。

### その他
2016年8月6日放送のフジテレビ『ミュージックフェア』において、「ずっと泳げなかったが、最近泳げるようになった」と発言したものの、2017年11月17日放送の日本テレビ系『バズリズム02』において、泉に入る際に泳ぎが得意ではないため、浮き輪を持参したと話した。

## ディスコグラフィ
シングル
1. I（2008年）
2. glowly days（2008年）
3. Style.（2008年）
4. MAKE UP（2009年）
5. 遠くても（2009年）
6. 君に会いたくなるから（2009年）
7. もっと…（2009年）
8. Dear…/MAYBE（2009年）
9. Best Friend（2010年）
10. 会いたくて 会いたくて（2010年）
11. if（2010年）
12. 君って（2010年）
13. Distance（2011年）
14. Esperanza（2011年）
15. たとえ どんなに…（2011年）
16. SAKURA, I love you?（2012年）
17. 私たち（2012年）
18. GO FOR IT!!（2012年）
19. Always（2012年）
20. Believe（2013年）
21. 涙色（2013年）
22. さよなら（2013年）
23. We Don't Stop（2014年）
24. Darling（2014年）
25. 好き（2014年）
26. もしも運命の人がいるのなら（2015年）
27. トリセツ（2015年）
28. あなたの好きなところ（2016年）
29. Dear Bride（2016年）
30. パッ（2017年）
31. Girls（2017年）
32. 手をつなぐ理由（2017年）
33. アイラブユー（2018年）
34. Bedtime Story（2018年）

オリジナル・アルバム
1. LOVE one.（2009年）
2. to LOVE（2010年）
3. Thank you, Love（2011年）
4. Love Place（2012年）
5. with LOVE（2014年）
6. Just LOVE（2016年）
7. LOVE it（2017年）

## タイアップ
| 曲名                       | タイアップ |
| -------------------------- | --- |
| I                          | 日本テレビ系『音楽戦士 MUSIC FIGHTER』2008年2月度POWER PLAY                                                     |
| I                          | 中京テレビ『TA☆RO』2008年2月度エンディングテーマ                                                                |
| glowly days                | TBS系『COUNT DOWN TV』2008年4月度エンディングテーマ                                                             |
| glowly days                | FM三重「SINGLE TOP 30」2008年4月度エンディングテーマ                                                            |
| glowly days                | スターキャットチャンネル『みゆきカフェ』2008年5月度エンディングテーマ                                           |
| glowly days                | 熊本県民テレビ『テレビタミン』2008年5月度エンディングテーマ                                                     |
| Style.                     | テレビ東京系アニメ『ソウルイーター』エンディングテーマ                                                          |
| Style.                     | 富山テレビ『bbt music selection』2008年8月度オープニングテーマ                                                  |
| Style.                     | 三重テレビ『とってもワクドキ!』2008年7月28日 - 8月8日放送分エンディングテーマ                                   |
| Stamp                      | 遠州鉄道「えんてつカード」CMソング                                                                              |
| MAKE UP                    | アニメ映画『チョコレート・アンダーグラウンド』主題歌                                                            |
| Kirari                     | アニメ映画『チョコレート・アンダーグラウンド』挿入歌                                                            |
| Sherie                     | 近鉄パッセ「パッセバザール」CMソング                                                                            |
| MAKE                       | 配信アニメ『チョコレート・アンダーグラウンド』主題歌                                                            |
| 遠くても                   | 中京テレビ『SAKAE TA☆RO』2009年3月度エンディングテーマ                                                          |
| 君に会いたくなるから       | レコチョク CMソング                                                                                             |
| 君に会いたくなるから       | 日本テレビ系『音楽戦士 MUSIC FIGHTER』2009年5月・6月度POWER PLAY                                                |
| doll                       | 近鉄パッセ「パッセバザール」CMソング                                                                            |
| もっと…                    | レコチョク CMソング                                                                                             |
| もっと…                    | 日本テレビ系ドラマ『探偵M』主題歌                                                                               |
| もっと…                    | 日本テレビ系『音楽戦士 MUSIC FIGHTER』2009年9月度POWER PLAY                                                     |
| Dear…                      | NTTドコモ「ガンバレ受験生'09-'10」公式キャンペーンソング                                                        |
| Dear…                      | レコチョク CMソング                                                                                             |
| MAYBE                      | MAYBELLINE NEWYORK「ボリューム エクスプレス マグナム」CMソング                                                  |
| Best Friend                | NTTドコモ「ガンバレ受験生'09-'10」公式キャンペーンソング                                                        |
| Best Friend                | 日本テレビ系『音楽戦士 MUSIC FIGHTER』2010年2月度オープニングテーマ                                             |
| 会いたくて 会いたくて      | ジェムケリー CMソング                                                                                           |
| LOVE IS BLIND              | イオン「2010 Yukata & Mizugi キャンペーン」CMソング                                                             |
| このままで                 | 九州朝日放送（KBC）「第14回KBC水と緑のキャンペーン」テーマソング                                                |
| Summer Girl feat.MINMI     | ダリヤ「Palty」CMソング                                                                                         |
| love & smile               | めざましムービー『にゃんこ THE MOVIE 4』主題歌                                                                  |
| Come On Yes Yes Oh Yeah!!  | ロッテ「クールミントガム」CMソング                                                                              |
| if                         | 東宝配給アニメ映画『劇場版 NARUTO -ナルト- 疾風伝 ザ・ロストタワー』主題歌                                      |
| if                         | レコチョク CMソング                                                                                             |
| 君って                     | レコチョク CMソング                                                                                             |
| 君って                     | フジテレビ系ドラマ『フリーター、家を買う。』挿入歌                                                              |
| GIRLS GIRLS                | 「ViVi増刊 SHIBUYA109BOOK Vol.2」イメージソング                                                                 |
| Distance                   | ジェムケリー CMソング                                                                                           |
| Distance                   | NTTコミュニケーションズ「ミュージコ♪」CMソング                                                                  |
| beloved                    | 関西テレビ・フジテレビ系『グータンヌーボ』2011年1月-3月度エンディングテーマ                                     |
| Call Me Up                 | 近鉄「伊勢・鳥羽・志摩スーパーパスポート まわりゃんせ」CMソング                                                 |
| Clap Clap!!                | フジテレビ系『めざましどようび』テーマソング                                                                    |
| Esperanza                  | 日本テレビ系『スッキリ!!』2011年5月度テーマソング                                                               |
| Every Boy Every Girl       | NHK総合『SHIBUYA DEEP A』オープニングテーマソング                                                               |
| Alright                    | 九州朝日放送（KBC）『ドォーモ』2011年7月度エンディングテーマ                                                    |
| たとえ どんなに…           | SONY WALKMAN「Play You.」CMソング                                                                               |
| SAKURA, I love you?        | SONY WALKMAN「Play You.」CMソング                                                                               |
| 私たち                     | 東宝配給映画『ガール』主題歌                                                                                    |
| 私たち                     | 「ニッセン2012夏」CMソング                                                                                      |
| My Place                   | メ〜テレ『地元応援団宣言!』テーマソング                                                                         |
| My Place                   | NEXCO中日本・新名神 新四日市JCT - 亀山西JCT間、開通CMソング                                                     |
| Day 7                      | NHK Eテレ『オトナへのトビラTV』テーマソング                                                                     |
| Happy Half Year!           | 明治製菓「果汁グミ」CMソング                                                                                    |
| GO FOR IT!!                | 山崎製パン「ランチパック」CMソング                                                                              |
| Be Strong                  | 本田技研工業「Honda meets Music」CMソング                                                                       |
| Happy Song                 | SONY WALKMAN「Play You.」CMソング                                                                               |
| Always                     | SONY ヘッドホン「MDR-1シリーズ」CMソング                                                                        |
| Always                     | 本田技研工業「Honda meets Music」CMソング                                                                       |
| Believe                    | ハウスウェルネス「C1000」CMソング                                                                               |
| Rainbow                    | NHK Eテレ『リトル・チャロ4 英語で歩くニューヨーク』主題歌                                                       |
| 涙色                       | 日本テレビ系『スッキリ!!』2013年8月度エンディングテーマ                                                         |
| HAPPY HAPPY                | 奈良テレビ・三重テレビ『GW直前!伊勢・志摩・松阪 おとな女子のぜいたく旅』テーマソング（2019年4月放送）           |
| さよなら                   | NHK ドラマ10『ガラスの家』主題歌                                                                                |
| We Don't Stop              | 日本テレビ系水曜ドラマ『花咲舞が黙ってない』主題歌                                                              |
| Darling                    | フジテレビ系『めざましテレビ』火曜日テーマソング                                                                |
| LOVE & JOY                 | ロート製薬肌研シリーズ「極水」CMソング                                                                          |
| 好き                       | フジテレビ系『めざましテレビ』火曜日テーマソング                                                                |
| もしも運命の人がいるのなら | 日本テレビ系『スッキリ!!』2015年5月度エンディングテーマ                                                         |
| もしも運命の人がいるのなら | 大塚食品「ビタミン炭酸MATCH」CMソング                                                                           |
| もしも運命の人がいるのなら | 第88回選抜高等学校野球大会開会式入場行進曲                                                                      |
| トリセツ                   | ワーナー・ブラザース映画配給映画『ヒロイン失格』主題歌                                                          |
| No.1                       | 日本テレビ系土曜ドラマ『掟上今日子の備忘録』主題歌                                                              |
| Have a nice day            | フジテレビ系『めざましテレビ』テーマソング                                                                      |
| あなたの好きなところ       | 大塚食品「ビタミン炭酸MATCH」CMソング                                                                           |
| You & Me                   | 東宝配給映画『高台家の人々』主題歌                                                                              |
| 君が好き                   | P&G「新レノアハピネス」CMソング                                                                                 |
| Dear Bride                 | フジテレビ系『めざましテレビ』テーマソング                                                                      |
| パッ                       | 大塚食品「ビタミン炭酸MATCH」CMソング                                                                           |
| パッ                       | 日本テレビ系『スッキリ!!』2017年5月度テーマソング                                                               |
| Girls                      | ニンテンドー3DS アドベンチャーゲーム 『レイトン ミステリージャーニー カトリーエイルと大富豪の陰謀』テーマソング |
| 手をつなぐ理由             | 日本テレビ系『スッキリ』2017年10月度テーマソング                                                                |
| One More Time              | P&G「新レノアハピネス」CMソング                                                                                 |
| Happy Time                 | TBS系列バラエティー番組『王様のブランチ』テーマソング                                                           |
| アイラブユー               | 東宝配給映画『となりの怪物くん』主題歌                                                                          |
| 友だち                     | 大塚食品「ビタミン炭酸MATCH」CMソング                                                                           |
| Bedtime Story              | ワーナー・ブラザース映画配給映画『3D彼女 リアルガール』主題歌                                                   |
| EYES ON YOU                | ソニー デジタル一眼カメラα「VLOGCAM ZV-E10 II」CMソング                                                         |
| EYES ON YOU                | ABEMA『ウェディングウォーズ』主題歌                                                                             |

## ライブ
※出典
- "20th BIRTHDAY" 1st Tour（2009年4月4日 - 11日）
- "LOVE one." Tour（2009年9月5日 - 11日）
- "LOVE one." X'mas（2009年12月12日）
- Kanayan Tour 2010 〜Spring〜（2010年3月20日 - 4月29日）
- Kanayan Tour 2010 〜Autumn〜（2010年9月3日 - 18日）
- Kanayan X'mas（2010年12月6日）
- Kanayan Tour 2011〜Summer〜（2011年7月29日 - 9月9日）
- Kanayan X'mas 2011（2011年12月11日）
- The Nishino Family Party 2012（2012年5月28日 - 6月27日）
- Kanayan Tour 2012 〜Arena〜（2012年10月13日 - 11月24日）
- Kanayan Tour 2013 〜Spring〜（2013年1月11日 - 3月26日）
- The Nishino Family Party 2013（2013年10月1日 - 11月6日）
- Kanayan X'mas Special 〜wish & real〜（2013年12月12日・13日）
- Love Collection Tour 〜pink & mint〜（2014年3月8日 - 4月13日）
- Halloween Collection（2014年10月26日・27日）
- with LOVE tour（2015年5月16日 - 8月23日）
- The Nishino Family Secret Party 2016（2016年3月2日 - 29日）
- Just LOVE Tour（2016年8月6日 - 11月27日）
- Kana Nishino Dome Tour 2017 “Many Thanks”（2017年8月26日 - 9月24日）
- LOVE it Tour（2018年5月19日 - 7月25日）
- LOVE it Tour 〜10th Anniversary〜（2018年8月28日 - 10月10日）
- Kana Nishino Love Collection Live 2019（2019年2月1日 - 3日）
- Kana Nishino Love Again Live 2024（2024年11月13日・14日）
- Fall In Love With You Again Tour 2025（2025年4月5日 - 6月1日）

## 出演

### テレビ
- MTV colors（2008年4月7日 - 6月、MTVジャパン） - 月曜日20:00 - 20:30。
- saku saku（2008年8月18日 - 22日、tvk）
- SAKAE TA☆RO（中京テレビ） - 企画出演

### NHK紅白歌合戦出場歴
| 年度   | 放送回 | 回 | 曲目                               | 備考          |
| ------ | ------ | -- | ---------------------------------- | ------------- |
| 2010年 | 第61回 | 初 | Best Friend                        | 紅白初出場    |
| 2011年 | 第62回 | 2  | たとえ どんなに…                   |               |
| 2012年 | 第63回 | 3  | GO FOR IT!!                        |               |
| 2013年 | 第64回 | 4  | さよなら                           |               |
| 2014年 | 第65回 | 5  | Darling                            |               |
| 2015年 | 第66回 | 6  | トリセツ                           |               |
| 2016年 | 第67回 | 7  | Dear Bride                         |               |
| 2017年 | 第68回 | 8  | パッ                               |               |
| 2018年 | 第69回 | 9  | トリセツ（2回目）                  |               |
| 2024年 | 第75回 | 10 | EYES ON YOU 紅白スペシャルメドレー | 6年ぶりの出場 |

### ラジオ
- LIFE COMMUNICATION（2008年4月4日 - 、ZIP-FM） - 「FRIDAY SHINY WAVE」内、金曜日22:30 - 23:00。
- 西野カナのka-navi（2008年6月2日 - 、radio CUBE FM三重） - 「SINGLE TOP 30」内、日曜日17:10ごろ。
- McDonaid's SOUND IN MY LIFE（2010年6月26日 - 、TOKYO FM） - 土曜日14:00。
- GIRL'S MEETING（ZIP-FM） - 木曜日23:00 - 23:30。

### CM
- 近鉄パッセ「パッセバザール」（2009年） - CMソング「doll」。
- ジェムケリー
  - 「恋の涙はジェムケリーに変わる」篇（2010年4月） - CMソング「会いたくて 会いたくて」。
  - 「私の輝きに気づいて欲しい」篇（2011年1月） - CMソング「Distance」。
- SONY WALKMAN「Play You.」
  - Sシリーズ「音楽の手紙」篇・Zシリーズ「よみがえる思い出」篇（2011年12月） - CMソング「たとえ どんなに…」。
  - Fシリーズ「踊ろう。」篇（2012年10月 - ） - CMソング「Happy Song」。
- 本田技研工業「Honda meets Music」「西野カナ」篇
  - （2012年9月） - CMソング「Be Strong」[101]。
  - （2012年12月） - CMソング「Always」[102]。
- SONY ヘッドホン「MDR-1シリーズ」（2012年11月） - CMソング「Always」。

### イベント
- AOMORI春フェスティバル（2009年5月5日）